# Nurmo
Nurmo è stato un comune finlandese di 12 356 abitanti, situato nella regione dell'Ostrobotnia Meridionale. Fu soppresso nel 2009. Ora è compreso nel comune di Seinäjoki